# Monodontomerus parkeri
Monodontomerus parkeri är en stekelart som beskrevs av Grissell 2000. Monodontomerus parkeri ingår i släktet Monodontomerus och familjen gallglanssteklar. Inga underarter finns listade i Catalogue of Life.